# خط رونی

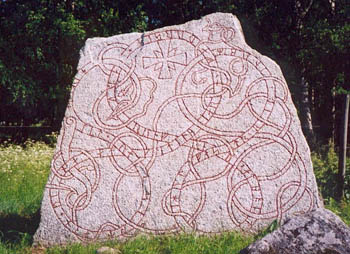
نوشته فوثارک نو بر سنگنوشته رونی واکسالا

خط رونی یا دبیره رمزی یک الفبا بود که در گذشته پیش از مسیحی‌سازی اسکاندیناوی و اندکی پس از آن، برای نوشتن زبان‌های ژرمنی در اسکاندیناوی و جزیره‌های بریتانیا سود برده می‌شد. در اسکاندیناوی این خط فوثارک Futhark یا فوذارک fuþark خوانده می‌شد (برگرفته از شش حرف اول الفبا یا F, U, Þ, A, R، و K). در آنگلوساکسون فوثورک Futhorc خوانده می‌شد و هماهنگ با انگلیسی باستان واج‌گزینی شده و از همان شش حرف به اصلی گرفته شده بود.
کهن‌ترین سنگنوشته رونی سنگ آینانگ در نروژ از سده چهارم میلادی است. 

## خط رونی‌سان
سنگنوشته آرخونتس بازمانده از سده هشتم (میلادی) که نوشته‌اش در پیوند با خط مجاری باستان است نیز خط رونی خوانده می‌شود. پنداشته می‌شود که این دبیره نیز برگرفته از ژرمنی باستان باشد، از اینرو گاه آن را رونی‌سان Runiform می‌خوانند.(نیازمند منبع)
از خط رونی که برای نوشتن به تُرکی کاربرد داشت برای نوشته‌های مانوی نیز سود برده می‌شد. برخی از نوشته‌های مانوی شرقی به این خط یافت شده‌اند. برای نمونه در تورفان و در کاوشهای ناحیه تویوق یک متن مانوی به این خط به جا مانده از حدود سال ۸۰۰ (میلادی) به دست آمده است.